# Castillo de Piombino

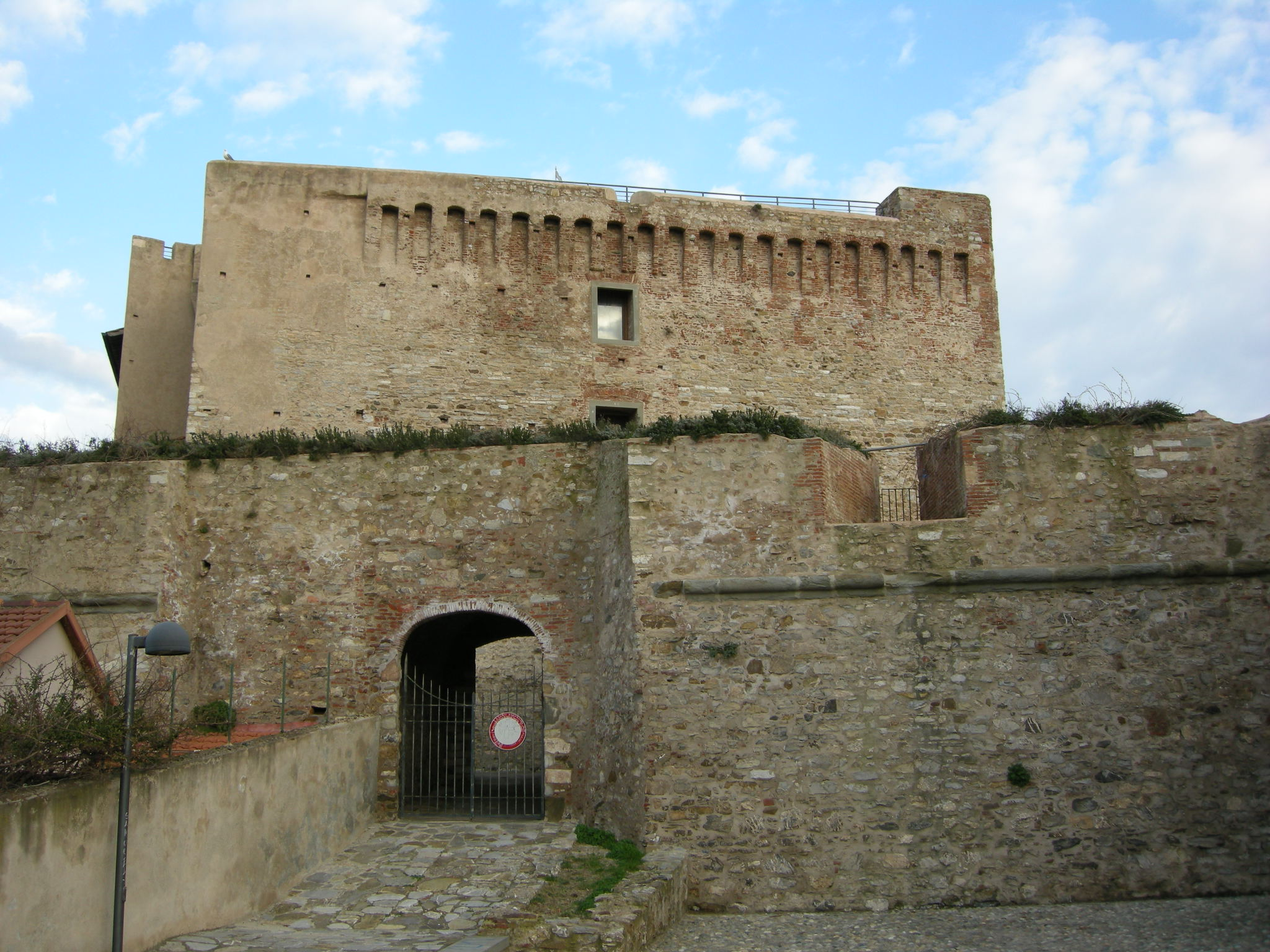
Castillo de Piombino

El Castillo de Piombino es la principal obra militar defensiva que se conserva en la ciudad de Piombino, situada en la colina sureste con vistas al mar. El castillo delimitaba la ciudad por ese lado.

## Historia
El castillo fue construido originalmente por los pisanos en el siglo XIII y entonces se llamaba "Cassero pisano", con su sólida mole casi cúbica. Fue retocado por Leonardo da Vinci cuando se ocupó de reordenamiento de las defensas de la ciudad. Con la llegada de las armas de fuego, se le dotó de bastiones estrellados entre 1552 y 1557, tiempos de Cosme I de Médici, quien encargó su construcción a Giovanni Battista Belluzzi. Entonces se le dio el nombre de  "Fortezza Medicea". 
El castillo fue restaurado y sometido a excavaciones arqueológicas entre 1999 y 2001, según un proyecto del arquitecto Piero Ostilio Rossi.

## Museo
Actualmente alberga el museo del castillo y de la ciudad de Piombino, que reconstruye la historia del edificio en el contexto de los acontecimientos de la ciudad. Se exponen algunos de los objetos del siglo XIII hallados durante las excavaciones: en la planta baja, una serie de utensilios como platos, hebillas, jarras, lámparas, monedas, placas de armadura, puntas de flecha y balas de plomo; en la segunda planta se ilustra la historia de Piombino durante la Resistencia italiana y en el siglo XX.

## Galería de imágenes

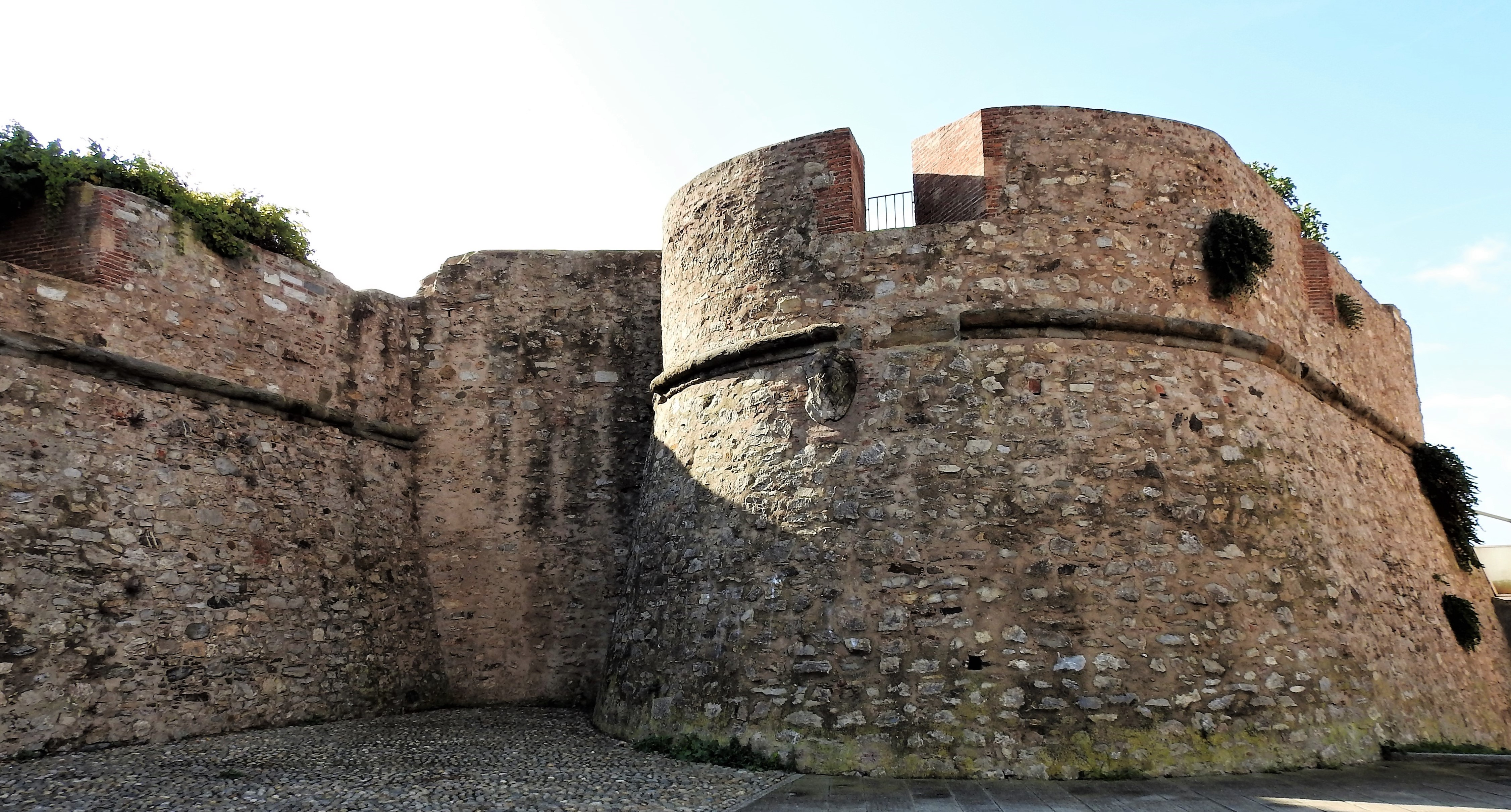
Un bastión del oeste
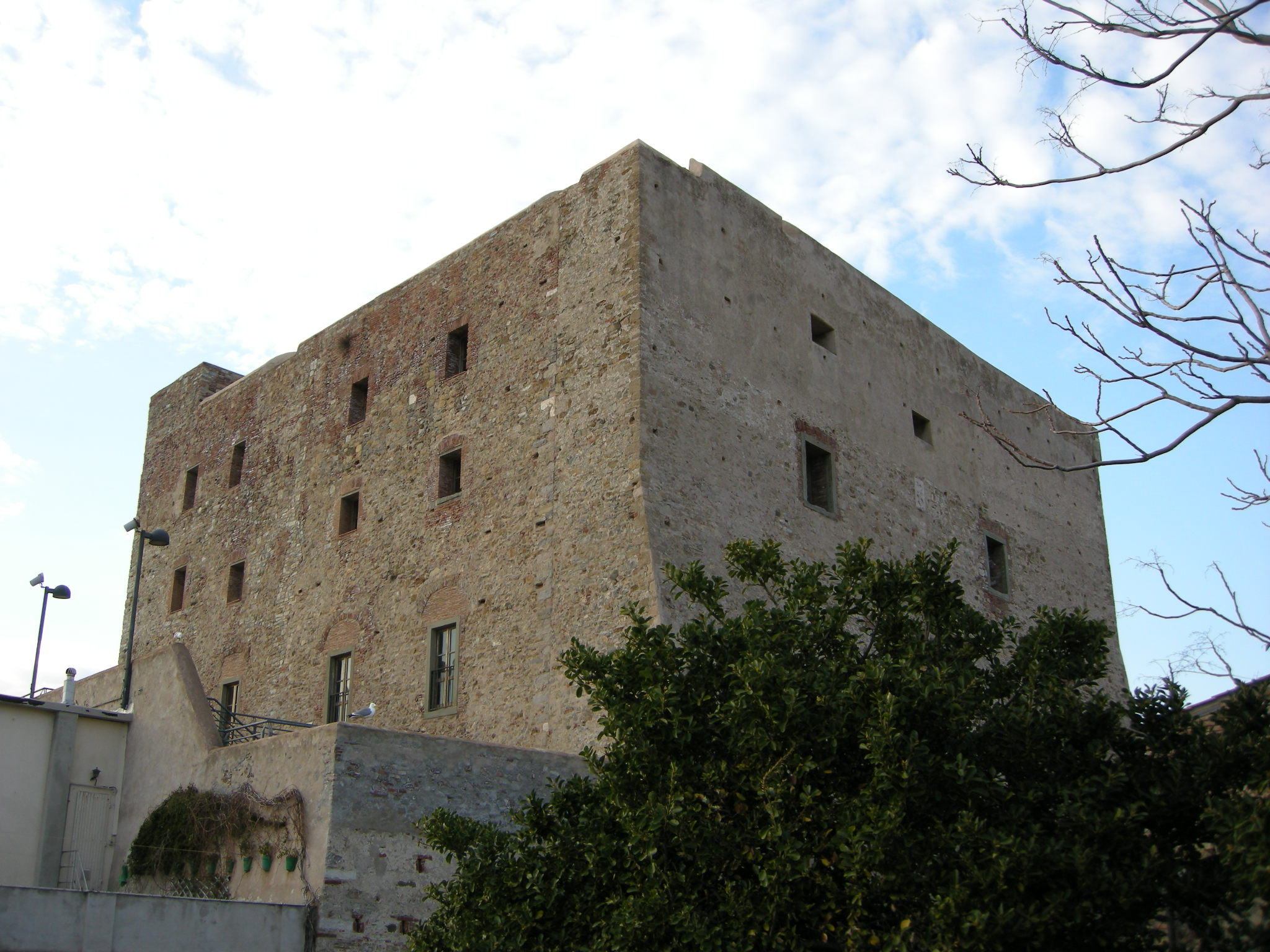
Cassero
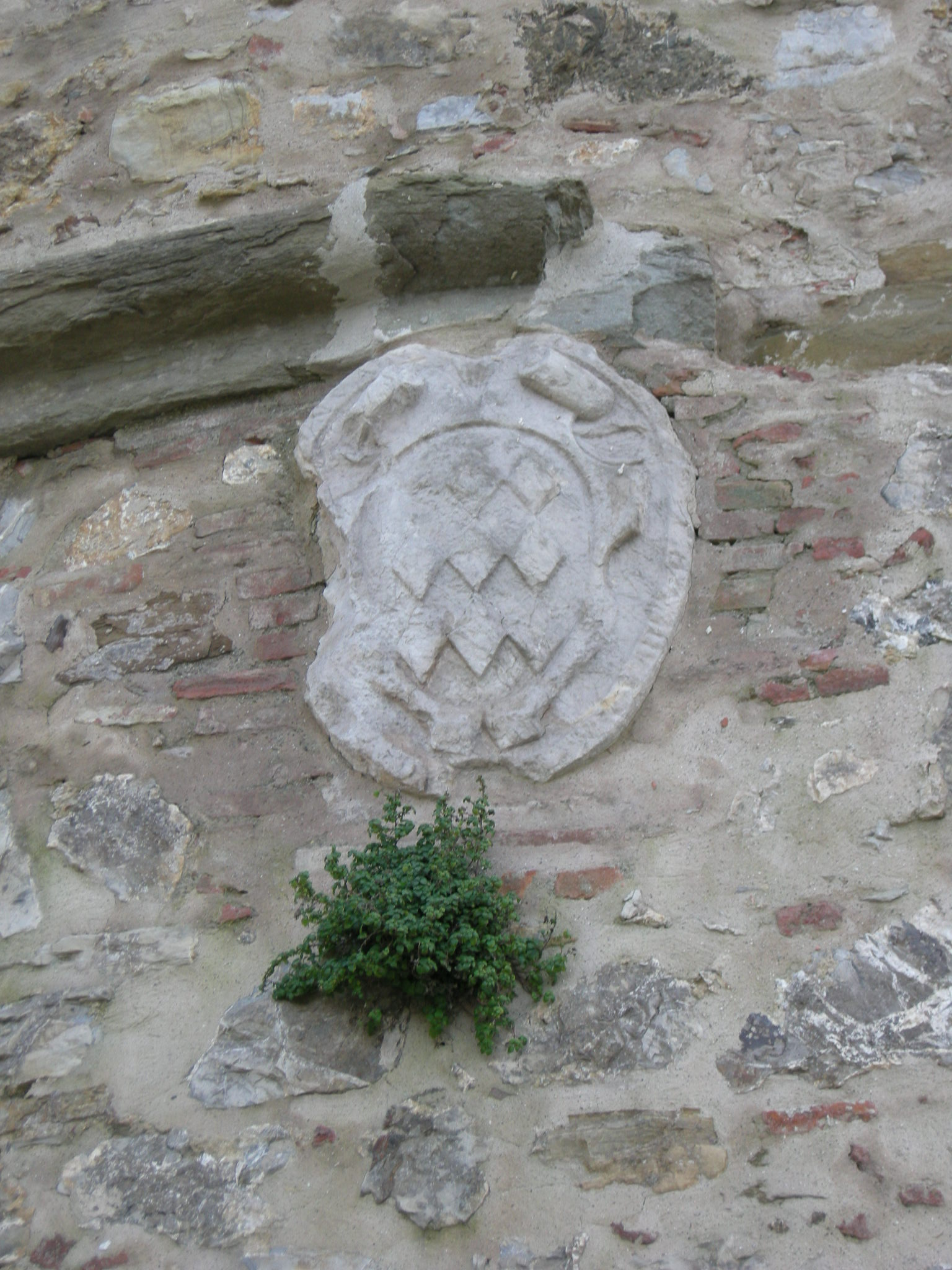
Escudo de los Appiani
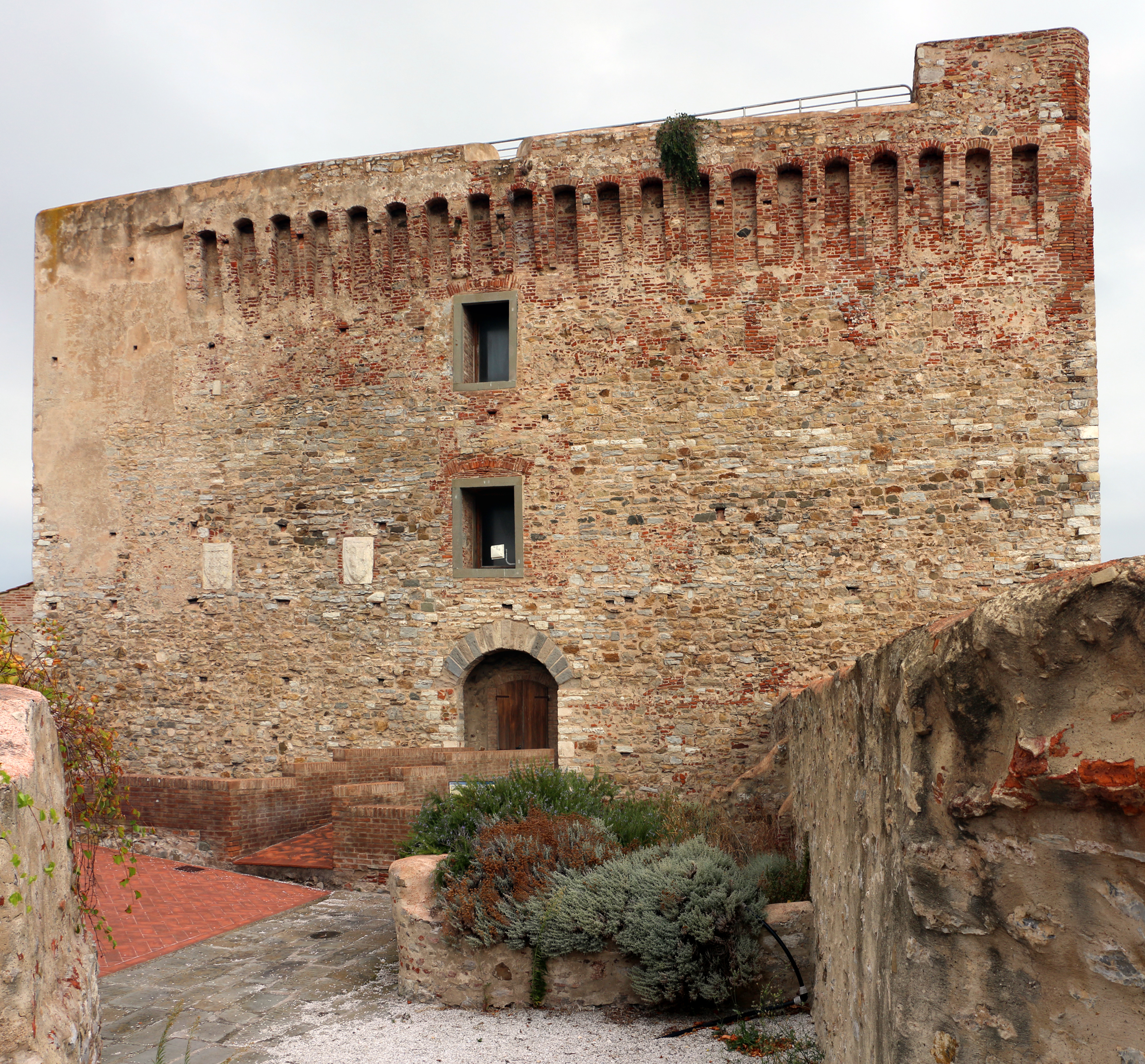
Edificio central